# Ronchamp
Ronchamp é uma comuna francesa na região administrativa de Borgonha-Franco-Condado, no departamento de Alto Sona. Estende-se por uma área de 23,54 km². Em 2010 a comuna tinha 2 771 habitantes (densidade: 117,7 hab./km²).